# Strada statale 7 var/C Variante di Cisterna di Latina
La  strada statale 7 var/C Variante di Cisterna di Latina (SS 7 var/C) è una strada statale italiana.

## Percorso
La variante evita l'attraversamento del centro abitato di Cisterna di Latina. La progressiva chilometrica segue quella della strada statale 7 Via Appia e va dal km 49+450al km 54+700.

### Tabella percorso
| Variante di Cisterna di Latina |                                               |      |           |
| Tipo                           | Indicazione                                   | ↓km↓ | Provincia |
|                                | Via Appia                                     | 0,0  | LT        |
|                                | per Campoleone, Cisterna di Latina            | 2,2  | LT        |
|                                | per Borgo Podgora, Cisterna di Latina, Latina | 5,0  | LT        |
|                                | Via Appia                                     | 5,3  | LT        |